# عار يهبط سلما، رقم 2
عارٍ يهبط سلمًا، رقم 2 (بالإنجليزية: Nude Descending a Staircase, No. 2)‏، هي لوحة لمارسيل دوشامب من عام 1912. يشيع اعتبار هذا العمل عملًا حداثيًا كلاسيكيًا وأحد أشهر الأعمال في زمنه. رفضه التكعيبيون قبل أن يُعرض للمرة الأولى عام 1912 في صالون الفنانين المستقلين في باريس بحجة كونه مستقبليًا للغاية، ثم عرضوه لاحقًا في معرض الفن التكعيبي لاستديوهات دالمو، في برشلونة، بتاريخ 20 أبريل حتى 10 مايو من عام 1912. عُرضت اللوحة بعد ذلك في عرض الترسانة في مدينة نيويورك عام 1913 وقُوبلت بالسخرية.
أعاد غيوم أبولينير إنتاج لوحة عارٍ يهبط سلمًا، رقم 2 في كتابه الذي أصدره عام 1913، الرسامون التكعيبيون، تأملات جمالية. وهي موجودة الآن في مجموعة لويس ووالتر أرنسبرغ في متحف فيلادلفيا للفنون.

## وصف
العمل عبارة عن لوحة زيتية على قماش أبعادها 147 سم × 89.2 سم (57.9 إنش × 35.1 إنش) عمودية الاتجاه، تبدو للناظر مُصوِّرةً شخصيةً تظهر حركة تجريدية بألوان مَغريّة ومن تدرجات البني. يتألف ما يمكن إدراكه على أنه «أجزاء جسد الشخصية» من عناصر تجريدية متداخلة، مخروطية وأسطوانية، مُركبة معًا بهذه الطريقة لتعرض تناغمًا وتوصل حركة الشخصية مندمجة في ذاتها. تحدد خطوط داكنة حدود الجسد بينما تلعب دورًا كخطوط حركة تُبرز ديناميكية الشخصية المتحركة، ويبدو أن أقواس الخطوط المنقطة تعرض حركة حوضية دفعية. تبدو الحركة بعكس اتجاه عقارب الساعة من الزاوية العليا اليسرى حتى الزاوية السفلى اليمنى، إذ يتناظر تدرج التسلسل الجامد ظاهريًا من أسفل اليمين إلى أعلى اليسار داكنًا ثم يصبح أكثر شفافية بالترتيب نفسه؛ يبدو أن المُراد من هذا الخُبوّ هو محاكاة قطاع «الأكبر سنًا». تظهر الدرجات محددة بألوان أغمق على حواف اللوحة. مركز اللوحة مزيج من الفاتح والداكن، يزداد هياجه باتجاه الأطراف. لوحة الألوان النهائية دافئة وأحادية اللون وساطعة، تتدرج من الأصفر المَغري إلى الداكن، بمسحات لونية تكاد تكون سوداء. الألوان شفيفة. وضع دوشامب في الزاوية السفلى اليسرى عنوان اللوحة «NU DESCENDANT UN ESCALIER» بأحرف منفصلة، الأمر الذي قد يكون ذا صلة بالعمل وقد لا يكون. يبقى السؤال حول ما إذا كانت الشخصية تمثل جسدًا بشريًا أم لا بدون جواب؛ لا تظهر الشخصية أي إشارة حول عُمرٍ، أو فَرديّةٍ، أو شخصيةٍ، بينما نوع الجنس الذي تدل عليه كلمة «nu» هو الذكورة.

## خلفية
تجمع اللوحة عناصرًا من كلا الحركتين التكعيبية والمستقبلية. يُصور دوشامب حركة عبر صور متداخلة متعاقبة، بشكل مشابه للتصوير الستروبوسكوبي. يعترف دوشامب أيضًا بتأثره بتقنية تصوير إيقاف الحركة التي ابتدعها إيتين-جول ماري، خصوصًا صورة امرأة تهبط السلالم لمويبريدج من سلسلة صور 1887 خاصته، التي نشرت باسم حركة الجسد البشري.
أرسل دوشامب عمله ليظهر في المعرض الثامن والعشرين من مجتمع الفنانين المستقلين، المقام في باريس من 25 مارس حتى 16 مايو من عام 1912. ظهر تحت الرقم 1001 من الفهرس، معنونًا عارٍ يهبط السلم ببساطة بدلًا عن عارٍ يهبط سلمًا، رقم 2. أظهر هذا الفهرس عنوان اللوحة للعامة للمرة الأولى، رغم غياب اللوحة نفسها عن المعرض.
أُرسل أخوة دوشامب، جاك فيّون وريمون دوشامب-فيّون، بواسطة لجنة اختيار اللوحات الفنية، ليطلبا منه سحب لوحته طوعيًا، أو محو عنوانها وعنونتها بشيء آخر. طبقًا لدوشامب، وجد التكعيبيون مثل ألبرت غلايزس أن عُري دوشامب لا يتماهى كما يجب مع ما وافقوا عليه مُسبقًا. اعترضت لجنة اختيار اللوحات على العمل، وشدد دوشامب إثر ذلك على أن لوحته «تحمل عنوانًا أدبيًا»، وأن «المرء لا يُرسم عاريًا يهبط سلمًا، ذلك سخيف... يجب احترام العُري».
اعتُقد أيضًا أن اللوحة كانت قريبة جدًا من تأثيرات المستقبلية الإيطالية. رغم تحمل تكعيبيي القطاع الذهبي وجود الفنانين الأجانب، بل حتى استمتاعهم بذلك (مثل كونستانتين برانكوشي، فرانتيشيك كوبكا، ألكسندر آرتشيبنكو، أميديو موديلياني وجوزيف تشاكي)، أبقى تكعيبيو فرنسا الأبواب مغلقةً أمام تأثيرات الموضات الأجنبية. خلال شهر فبراير 1912، أُقيم معرض مستقبلي ضخم في استديو بيرنهايم-جون في باريس. أنكر دوشامب لاحقًا أثر المستقبلية، متذرعًا بأن بعد المسافة الكبير بين باريس وإيطاليا يمنع أي تأثيرات من الانتقال.
في مقابلة مع قيّم المتحف كاثرين كوه، تحدث دوشامب عن لوحته عارٍ يهبط سلمًا وعلاقتها بالمستقبلية ودراسات التصوير الحركي لمويبريدج وماري قائلًا:
عام 1912 .. أثارت اهتمامي على وجه التحديد فكرة وصف حركة شخص عارٍ يهبط سلمًا مع بقاء أوجه ثابتة مرئية لهذا الفعل. إن حقيقة أنني رأيت تصويرًا زمنيًا لمبارزين بالسيف أثناء حركتهم وخيلًا تعدو (ما ندعوه اليوم بالتصوير الستروبوسكوبي) أعطتني فكرة اللوحة. لا يعني هذا أنني قلدت هذه الصور. كان المستقبليون مهتمين بالفكرة نفسها إلى حد ما، ومع ذلك، لم أكن مستقبليًا قط. وبالطبع، كانت الصور المتحركة وتقنياتها السينمائية تتطور في وقتها أيضًا. كان مجمل فكرة الحركة، فكرة السرعة، منتشرًا في الأجواء.
استذكر دوشامب لاحقًا حول العلاقة بين الحركة ولوحته:
كان هدفي تمثيلًا ثابتًا للحركة، توليفة ثابتة من مؤشرات أوضاع متعددة مأخوذة لشكل أثناء حركته؛ دون محاولة إعطاء تأثيرات سينمائية خلال الرسم. إن تخفيض رسم رأس أثناء حركته إلى خط مجرد بدا لي أمرًا مُبررًا.
وبالنسبة لطلب لجنة اختيار اللوحات في مجتمع الفنانين المستقلين قال:
لم أرد على إخوتي. بل ذهبت مباشرةً إلى العرض وأخذت لوحتي إلى المنزل بواسطة سيارة أجرة. كانت نقطة تحول حقيقية في حياتي، أؤكد لك ذلك. وجدت أنني لن أكون مهتمًا جدًا بالمجموعات بعد ذلك.
بغض النظر عن الجدال -عما إذا شوهد العمل بهذه الطريقة وقتها أم لا-، عُرض العمل بعنوانه الأصلي في صالون القطاع الذهبي، استديو البويتي، في أكتوبر عام 1912، مع نفس المجموعة من الفنانين الذين عرضوا في مجتمع الفنانين المستقلين. ظهر عمله أيضًا في رسومات التكعيبية، وشارك في منزل التكعيب، الذي نظمه المصمم أندريه ماري لصالون دوتون عام 1912 (بعد مجتمع المستقلين بعدة شهور). وكما كتب المؤرخ الفني التاريخي بيتر بروك، «إن الانطباع كان على وجه الخصوص لأنه أراد البقاء مع المجموعة التي سحب اللوحة منها؛ ومن أجل أن يبقى بعيدًا المعاملة السيئة لباقي المجموعة، مُنح منصبًا ذا امتيازات أكثر، ربما بسبب مناصرة بيكابيا له».
زعم الآخرون أن دوشامب لم يسامح أخوته وزملاءه السابقين على رقابة لوحته مطلقًا.